# Orehovica (Fiume)
 Orehovica  Fiume városrésze Horvátországban, Tengermellék-Hegyvidék megyében.

## Fekvése
Fiume város központjától 3 km-re északkeletre, a Recsina völgyétől keletre a Rebar, a Strmica, a Kljun és a Sveta Katarina dombok között fekszik. Nyugatról Brašćine-Pulac és Trsat, délkeletről Draga, északról Pašac és Svilno városrészek határolják. Keletről Bakar és Čavle községekkel határos.

## Története
Andrija Rački Sušak történetől írt 1929-ben kiadott műve szerint Orehovicát már 1681-ben említik. Egy 1836-os irat szerint a mai Orehovicát a legrégibb időkben Žakaljnak nevezték, de Vukašović tábornok a Lujziána út építője a városi vámház mellett álló ősrégi szép tölgyfáiról a Hrast nevet adta neki. Orehovica egy része akkor még Sušak községhez, másik része Grobnik községhez tartozott. A Recsina völgyében ma is láthatók az öreg malom maradványai. A malom még a 19. században épült, tulajdonosa Gašpar Matković volt. Ő később a trsati Ottavio Fontanának adta el, aki egy nagyobb malmot épített a helyére. Közelében egy három emeletes épület állt, mely raktár és lakások céljára szolgált. Gépein több mint száz ember dolgozott. A gabona Oroszországból, Romániából és a Bánátból érkezett, a lisztet Angliába, Franciaországba, Egyiptomba, Braziliába, Németországba és a Balkánra szállították. Legsikeresebb időszakát 1884 és 1888 között élte. 1894-ben csődbe ment és megszűnt a termelése. Árverésen Robert Whitehead a fiumei torpedóüzem tulajdonosa vásárolta meg, aki egy idő után Fiume városának adta. Az I. világháború idején a városi vezetők eladták, de a háborús események meggátolták a további fejlesztést.
A mai Orehivica Fiume egyik legforgalmasabb városrésze. Házait keletről az A6-os autópálya, nyugatról a város szívébe vezető 3-as számú főút veszi körbe. Délre található z A7-es és az A6-os autópályák közlekedési csomópontja. Ezért Fiume északi kapujának is szokták nevezni. A városrész egyházilag a trsati plébániához tartozik.

## Nevezetességei
- A Recsina partján találhatók öreg malom romjai. A malom még a 19. században épült és fénykorában több mint száz munkást foglalkoztatott. Mára az egykor híres malom falait befutotta a borostyán.
- Kissé északabbra Gornja Orehovica alatt a Recsinán egy 1840-ben épített kisebb malom maradványai is láthatók. Itt ötven ember dolgozott egykor, amíg a malom 1867-ben le nem égett.
- Az Orehovica-ház épülete 1833-ban épült. Egykor a Melender család nyaralója volt, később a 20. században a II. világháborúig több család lakott benne. A II. világháború után közösségi házzá építették át. Közelében szabadtéri színpad állt ahol táncmulatságokat rendeztek. A közösségi házban működik ma a városrész képviselőtestülete. A ház végében levő teraszon régi ciszterna található, melybe az 1874-es évszám van bevésve.